# الإعاقة في العبودية الأمريكية

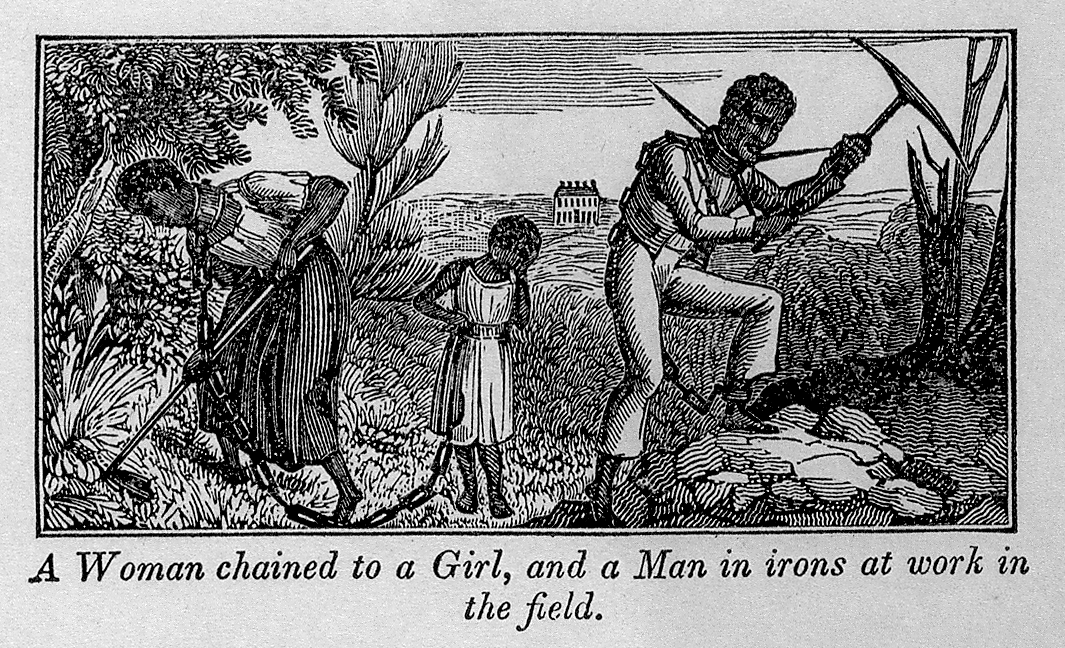

يُقدَّر أن نحو 9% من العبيد الأمريكيين كانوا يعانون من أحد أشكال الإعاقة الجسدية أو الحسية أو النفسية أو العصبية أو التنموية قبيل صدور إعلان تحرير العبيد. ويعني ذلك أن ما بين 360 ألفًا و540 ألفًا من العبيد كانوا من ذوي الإعاقة.
في الحقبة السابقة للحرب الأهلية، كان يُوصَف العبيد بأنهم معاقون إذا حالت إصابتهم أو حالتهم الصحية دون قدرتهم على أداء العمل، مثل حالات العمى، أو الصمم، أو بتر الأطراف، بل وحتى العقم. وبما أن العبيد من ذوي الإعاقة لم يكونوا قادرين على إعالة أنفسهم أو القيام بالأعمال المطلوبة، كانوا غالبًا يعتمدون على أسيادهم أو على أمهاتهم للحصول على الرعاية.
فيما يخص الأعمال الموكلة إليهم، كان العبيد المعاقون يُكلَّفون عادةً بمهام داخلية مثل العمل في المطابخ أو رعاية الأطفال. ونظرًا لبطئهم مقارنة بغيرهم من العبيد، كانوا غالبًا ما يتعرضون لمعاملة قاسية قد تشمل العنف باستخدام الأسلحة. وفي حالات كثيرة، كان أصحاب العبيد يبيعون العبيد من ذوي الإعاقة إلى الأطباء، الذين كانوا يستخدمونهم في تجارب طبية.
وبعد انتهاء العبودية، بقي عدد كبير من هؤلاء العبيد المعاقين في المزارع إلى أن تمكّنت الحكومة لاحقًا من إنشاء مستشفيات والملاجئ لإيوائهم وتقديم الرعاية لهم.

## تعريف الإعاقة عند العبيد
في الجنوب قبل الحرب الأهلية، لم يكن مصطلح "المعاق" ينطبق فقط على العبيد الأميركيين من أصل أفريقي الذين ولدوا بإعاقة عقلية أو جسدية. وبدلاً من ذلك، كان أصحاب العبيد يشيرون عادةً إلى العبيد الذين كانوا عرضة لنقص الغذاء، والعقوبات القاسية، وظروف العمل الضارة، أو الإساءة باعتبارهم معاقين عقليًا أو جسديًا. لقد طور مالكو العبيد فكرة السلامة؛ حيث تعتمد سلامة العبد على قدرته على أداء العمل اليدوي، وقيمته كسلعة، وأخيرًا صحته الفعلية. وبسبب هذا، فإن مصطلح الإعاقة وصف العديد من الأمريكيين الأفارقة المستعبدين بسبب الإصابات المتعددة التي جعلتهم غير قادرين على أداء العمل اليدوي. وشملت هذه "الإصابات" أمراضًا مثل الكساح، والبلاجرا، والاسقربوط، والتي تسببت في ضعف البصر وتأخر النمو. الإصابات مثل الكسور والحروق وفقدان الأطراف أو إصابات الرأس تجعل العبيد غير قادرين على أداء عملهم اليدوي مما أدى إلى تصنيفهم كمعاقين. كان أحد أكثر أشكال الإعاقة شيوعًا هو العمى الذي قد يكون ناجمًا عن عيوب خلقية، أو أيام شاقة في الميدان، أو الضرب المبرح أو الجلد حيث تُتلف العينين. صُنفت النساء على أنهن معاقات بسبب العقم أو عدم القدرة على الإنجاب، حيث لم يكن بمقدورهن أداء واجبهن الأكثر أهمية. إلى جانب هذه الإعاقات، أدت الإعاقات النفسية والمشاكل العصبية مثل الصرع والشيخوخة والإصابات الناجمة عن الانتهاكات مثل الجلد إلى تصنيف العبيد على أنهم معاقون.

## الحياة والعمل
خلال مرحلة الطفولة، كان العبيد المعاقون يشكلون تحديًا ليس فقط لأصحاب العبيد، بل أيضًا لأمهاتهم. وأمضى الأطباء والأمهات وقتًا أطول في تقديم الرعاية الطبية أو الاهتمام بأطفالهم المعاقين. في كثير من الأحيان كان يُرسل الأطفال إلى الأطباء الذين يقومون بإجراء العمليات الجراحية لتصحيح إعاقاتهم؛ وكان أصحاب العبيد يأملون في استعادة القدرة على العمل. خضع العديد من الأطفال المعاقين لعمليات جراحية في محاولة لإصلاح حالات مثل " القدم الملتوية " والعمى. عندما لم يقدم أصحاب العبيد الأطفال ذوي الإعاقة الرعاية الطبية، وقع دور الرعاية على عاتق أمهاتهم. إلى جانب رعاية الأطفال المعوقين، كان على الأمهات رعاية أطفالهن الآخرين، والتعامل مع تدهور صحتهم الناجم عن التقدم في السن وظروف المعيشة، فضلاً عن أداء واجباتهن في المزرعة. دافعت الأمهات عن حقوق أطفالهن وكثيراً ما وضعن احتياجات أطفالهن المعاقين قبل واجباتهن في المزرعة، وهو ما أدى في كثير من الأحيان إلى العقاب. وعلى الرغم من الصراعات التي صاحبت تربية طفل معاق في المزرعة، فإن الأمهات لم يكن لديهن خوف كبير من بيع طفلهن أو أخذه بعيدًا. في بعض الأحيان، كانت الأسر التي تمتلك العبيد تشتري أطفالًا معاقين مع أمهاتهم المستعبدات لأنهم كانوا يشعرون بالشفقة على الأطفال المعوقين.
كان العبيد ذوو الإعاقة يتعرضون لأغلب الأعمال والعقوبات نفسها التي يتعرض لها العبيد الآخرون. وفيما يتعلق بالعمل، كان العبيد ذوو الإعاقة يشاركون في الطبخ والخياطة والبستنة ورعاية الأطفال والماشية. ورغم أن مهامهم كانت محدودة بشكل عام، فإن هذا لا يعني أن وظائفهم كانت أسهل. عندما يتعلق الأمر بالطهي، لم يكن العبيد المعاقون يتجنبون العمل الشاق حيث كان من المتوقع منهم أن يستيقظوا قبل سيدهم والعبيد الآخرين لطهي الوجبات؛ وكان طهي الوجبات غالبًا يتضمن المهام الشاقة المتمثلة في طحن اللحوم وجمع الحطب للنيران. وعلى نحو مماثل، كان على العبيد المعوقين الذين يعملون في الحضانة أن يتعاملوا مع الأطفال الصغار طوال اليوم؛ وكان هذا عادة أكثر مما يستطيع العبيد المسنين المعوقين الذين أعطيت لهم هذه الوظيفة أن يتحملوه. وعلى الرغم من هذه الوظائف والمهام الأكثر شيوعًا، كان يُكلف العبيد المعاقين أحيانًا بمهام غريبة للغاية. على سبيل المثال، كان العبد الأعمى مسؤولاً عن قيادة عربة الإفطار إلى الحقول لإطعام العبيد الآخرين. قام بعض مالكي العبيد ببيع عبيدهم المعاقين ليصبحوا تجارًا مثل الخياطين أو صانعي الأحذية. اعتبر معظم العبيد أن أنماط حياة التجار أكثر أمانًا من نمط حياة العبيد العاديين في المزارع.

## علاج

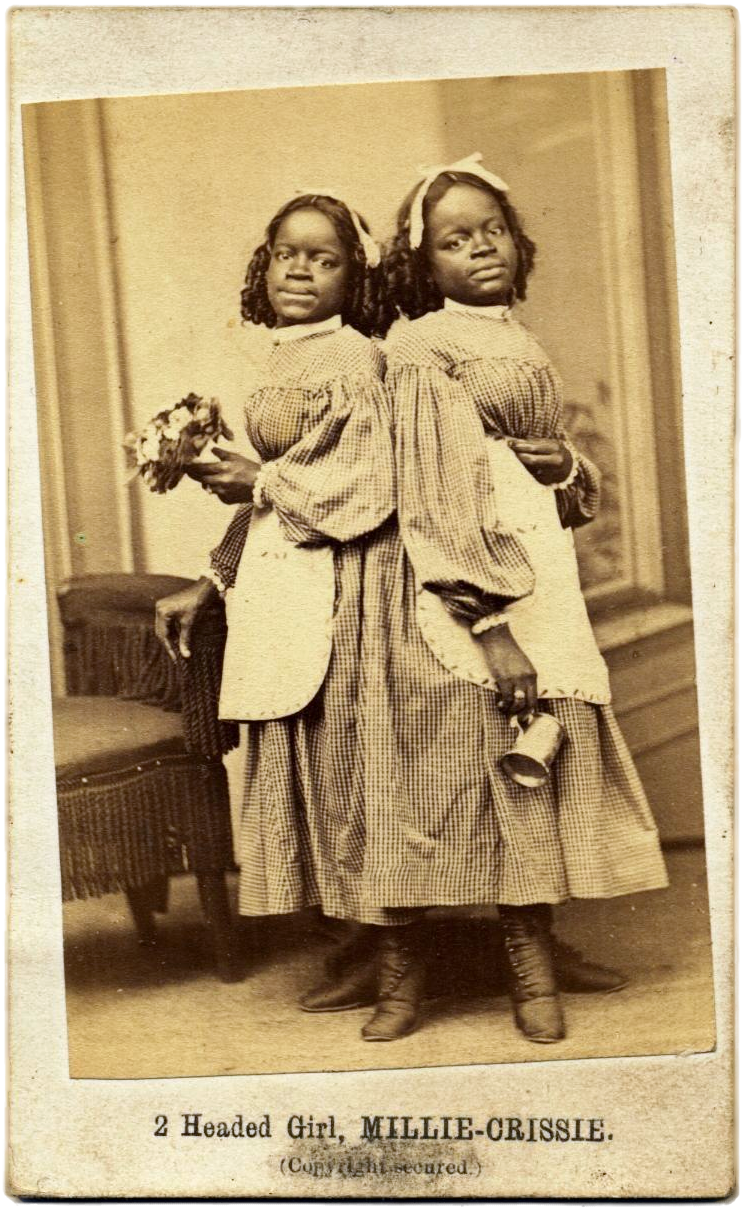
كريستين وميلي ماكوي

في كثير من الأحيان، كان العبيد الأميركيون من أصل أفريقي المعاقون عرضة للعقوبات بسبب عدم قدرتهم على أداء المهام. كان العبيد المعاقون عادةً ما يعانون من قيود جسدية أو عقلية، وكانوا غير قادرين على العمل بنفس سرعة العبيد الآخرين، وكانوا يكافحون مع أعباء العمل الثقيلة التي كانت تصاحب العبيد الذين يعملون في الحقول. وليس من المستغرب أن يتعرض العبيد المعاقون للعقوبة البدنية مثل الجلد. وفي أغلب الأحيان، كان يُهمل العبيد ذوي الإعاقة بدلاً من معاقبتهم. كان مالكو العبيد يتعاملون مع العبيد المسنين المعاقين بطرق متعددة. كان مالكو العبيد حريصين على ضمان حصول العبيد الأكبر سناً والمعاقين على حصص غذائية مخفضة. في بعض الأحيان، كان أصحاب العبيد يبيعون العبيد المعاقين. عندما أصبح العبيد المعاقون "متقدمين في السن"، كان مالكو العبيد غالبًا ما يجبرون العبيد على الانتقال إلى كبائن أو غرف في وسط الغابة وإجبارهم على الاعتماد على أنفسهم.
كان أصحاب العبيد في كثير من الأحيان يبيعون العبيد ذوي الإعاقة للأطباء الذين كانوا يقومون بإجراء أبحاث طبية. حاول الأطباء استخدام تقنيات جديدة بالإضافة إلى التدخلات العلاجية على هؤلاء العبيد المعاقين؛ وكان الأمل أن يتمكن هؤلاء الأطباء من "إصلاح" إعاقات العبيد مما يسمح لهم بمساعدة الأشخاص البيض ذوي الإعاقات المماثلة. إلى جانب الأبحاث الطبية العامة، أُستخدم العبيد ذوي الإعاقة كموضوعات للعروض الجراحية. على سبيل المثال، اكتشف الطبيب الجورجي كروفورد لونج أن الأثير الكبريتي يمكن استخدامه كمخدر أثناء إجراء العمليات الجراحية على العبيد الأمريكيين من أصل أفريقي المعاقين والتي تضمنت بتر أصابع أيديهم وأصابع أقدامهم. على غرار البحث الطبي، اعتقد لونج والأطباء الآخرون الذين أجروا تجارب على العبيد المعاقين أن نتائجهم يمكن استخدامها لمساعدة الأشخاص البيض الذين يعانون من نفس الأمراض. كما قام الأطباء البيض أيضًا بدراسة العبيد الأمريكيين من أصل أفريقي الذين ولدوا بعيوب خلقية.
ومن الأمثلة على العبيد المعوقين الذين تعرضوا لمعاملة قاسية كريستين ميلي ماكوي، التوأمان اللذان ولدا ملتصقتين عند الورك. قبل أن تبلغ الفتيات عامين، بيعن
إلى جوزيف ب. سميث الذي عرض الفتيات في الكرنفالات وغيرها من الأحداث مع السماح لهن أيضًا بالخضوع للتقييم من قبل الأطباء. كان المسؤولون الطبيون مهووسين بالأعضاء التناسلية والشرج للتوأم مما أدى إلى "اغتصابهما رقميًا". طوال حياتهما، كان التوأم ماكوي يُعرضان في جميع أنحاء الولايات المتحدة وكذلك أوروبا، ويُختطفا عدة مرات، وسوء التعامل الطبي معهما من قبل المتخصصين الطبيين.

## الحرب الأهلية وتداعياتها

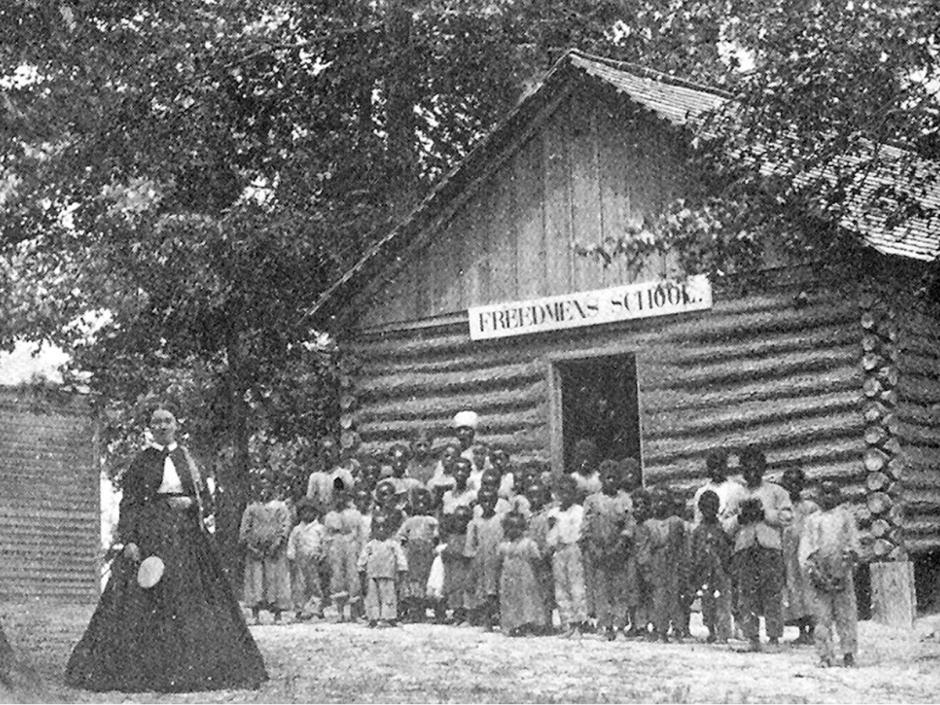
إلى جانب المدارس مثل هذه، ساعد مكتب المحررين في بناء المستشفيات والملاجئ للأمريكيين من أصل أفريقي.

أثناء الحرب الأهلية، عندما سمع العبيد الأمريكيون من أصل أفريقي عن تقدم الاتحاد، هجروا منازلهم في المزرعة للانضمام إلى جيش الاتحاد. ومع ذلك، سعى جيش الاتحاد إلى الحصول على العبيد القادرين على العمل الذين يمكنهم المساعدة في حفر الخنادق، وغسل الملابس الرسمية، وطهي الوجبات. لذلك، أُجبر العبيد المعاقون الذين لم يتمكنوا من الفرار من مزارعهم على البقاء عبيدًا. حتى بعد انتهاء الحرب الأهلية، أُجبر العبيد المحررون المعوقون الذين لم يتمكنوا من دخول سوق العمل على البقاء في مزارعهم والعمل لدى أسيادهم. قررت الحكومة تركيز بعض جهود الإغاثة على ذوي الإعاقة، وهو ما يتضح من خلال تعليقات وزير الحرب إي إم ستانتون: "في جميع الظروف، وفي جميع المجتمعات الكبيرة، حتى في ظل حالة طبيعية وسلمية، سيُوجد قدر معين من التشرد وعدد معين من الفقراء المحتاجين أو المعاقين أو المسرفين، والذين يُعد تقديم الإغاثة لهم عادة وواجبًا". في مارس 1865، أنشأت حكومة الولايات المتحدة مكتب المحررين لمساعدة الأمريكيين الأفارقة المحررين، بمن فيهم العبيد السابقون المعاقون، على التكيف مع الحرية وما تنطوي عليه. ساعد مكتب المحررين الحكومة فيما يتعلق بالأشخاص ذوي الإعاقة بطريقتين: إحصاء عدد الأشخاص ذوي الإعاقة في الجنوب لتقدير مقدار الإغاثة المالية المطلوبة وإنشاء ملاجئ ومستشفيات للعبيد السابقين ذوي الإعاقة للإقامة فيها. فيما يتعلق بمسؤوليتهم الأولى، من "1 سبتمبر 1866 إلى 1 سبتمبر 1867، أبلغت مكاتب المكتب عن 1400 رجل محرر "أعمى"، و414 "أصم وأبكم"، و1134 "أحمق أو معتوه"، و552 "مجنون"، و251 "أقدام حنفاء". ومع ذلك، فإن هذه الأرقام تمثل عدد العبيد المعاقين السابقين الذين رآهم المكتب بالفعل بينما في الواقع، كان هناك العديد من العبيد المعاقين لا يزالون معلقين في مزارعهم حيث لم يتمكن مكتب المحررين من العثور عليهم أبدًا. ثانيًا، بسبب رفض الجنوب السماح للأشخاص ذوي الإعاقة من أصل أفريقي بالدخول إلى نفس المصحات التي يدخلها الأشخاص البيض، أنشأ مكتب المحررين مصحات في جميع أنحاء الجنوب. ومع ذلك، في كثير من الأحيان لم يكن لدى هذه الملاجئ التمويل الكافي، مما اضطر المكتب إلى تكليف الأمريكيين الأفارقة ذوي الإعاقة بأداء مهام للمساعدة في تلبية احتياجاتهم. على سبيل المثال، سمح المكتب للأمريكيين من أصل أفريقي بالعمل في حدائق الخضروات، وتنظيف الملابس، وحتى المشاركة في بناء المرافق.